# Joaquín Sorolla García en blanc
Joaquín Sorolla García en blanc est une huile sur toile de Joaquín Sororolla y Bastida de 85 x 65 cm. Peinte en 1896, elle fait partie du fonds du Musée Sorolla de Madrid, de son exposition permanente. Elle intègre la collection du musée après le legs de Joaquín Sorolla García à la Fondation Musée Sorolla en 1951.
Il s'agit d'un portrait de trois quarts de l'unique fils du peintre, Joaquín Sorolla García, enfant, habillé de blanc, assis et observant le spectateur. Sorolla peignit de nombreuses toiles de sa famille, tant pour son épouse Clotilde, que ses enfants. Son fils Joaquim apparaît par exemple dans Ma famille avec sa femme Clotilde et ses filles Maria et Elena. En 1917 il peignit un nouveau portrait de son fils assis, alors adulte, Joaquín Sorolla García assis, également exposé au Musée Sorolla. Son fils est également représenté sur le tableau Joaquín Sorolla García et son chien.